# Christian Lapébie
Pour les articles homonymes, voir Lapébie.
Christian Lapébie (né le 13 octobre 1937 à Paris 17e et mort le 28 mai 2014 à La Rochelle), est un coureur cycliste français. Il était le fils de Roger Lapébie, le neveu de Guy Lapébie et le cousin de Serge Lapébie.

## Biographie

### Carrière cycliste
Comme son père Roger et son oncle Guy, Christian Lapébie souhaite se consacrer au cyclisme. Dans les rangs amateurs, il fréquente notamment le VC Courbevoie-Asnières et l'AC Boulogne-Billancourt. Il se distingue en 1955 en remportant le titre de champion de France universitaire. Bon rouleur et rapide au sprint, il obtient sa licence professionnelle en 1960 et signe un contrat avec l'équipe Mercier dirigée par Antonin Magne, mais en août de la même année, en se rendant au Critérium de Castillon-la-Bataille, il est victime d'un accident de voiture. Sous le choc de l'accident, la clé de contact de sa voiture lui pénètre le genou et lui fait exploser la rotule ce qui le contraint à mettre fin prématurément à sa carrière professionnelle,.

### Après carrière
En 1975, Christian Lapébie devient directeur sportif de l'équipe Jobo, puis ouvre un restaurant, Le Poids du Roy, sur le quai Duperré à La Rochelle. Il meurt subitement le 28 mai 2014 dans cette même ville.

## Palmarès
- 1955
  -  Champion de France universitaire